# Самарийдисеребро
Самарийдисеребро — бинарное неорганическое соединение, интерметаллид
серебра и самария
с формулой Ag2Sm,
кристаллы.

## Получение
- Сплавление стехиометрических количеств чистых веществ:

{\displaystyle {\mathsf {2Ag+Sm\ {\xrightarrow {790^{o}C}}\ Ag_{2}Sm}}}

## Физические свойства
Самарийдисеребро образует кристаллы
тетрагональной сингонии, параметры ячейки a = 1,59 нм, c = 2,97 нм.
При температуре 790 °C происходит переход в фазу
гексагональной сингонии, пространственная группа P 63, параметры ячейки a = 1,271 нм, c = 0,9430 нм,
структура типа плутонийтрисеребра Ag3Pu
.
Соединение образуется по перитектической реакции при температуре 790 °C
.